# Кармела Аллуччі
Кармела Аллуччі (італ. Carmela Allucci, 22 червня 1970) — італійська ватерполістка.
Олімпійська чемпіонка 2004 року.
Чемпіонка світу з водних видів спорту 1998, 2001 років, призерка 2003 року.